# Trifolium aureum
Trifolium aureum es una especie de plantas de la familia de las fabáceas. Es originaria de Eurasia. 

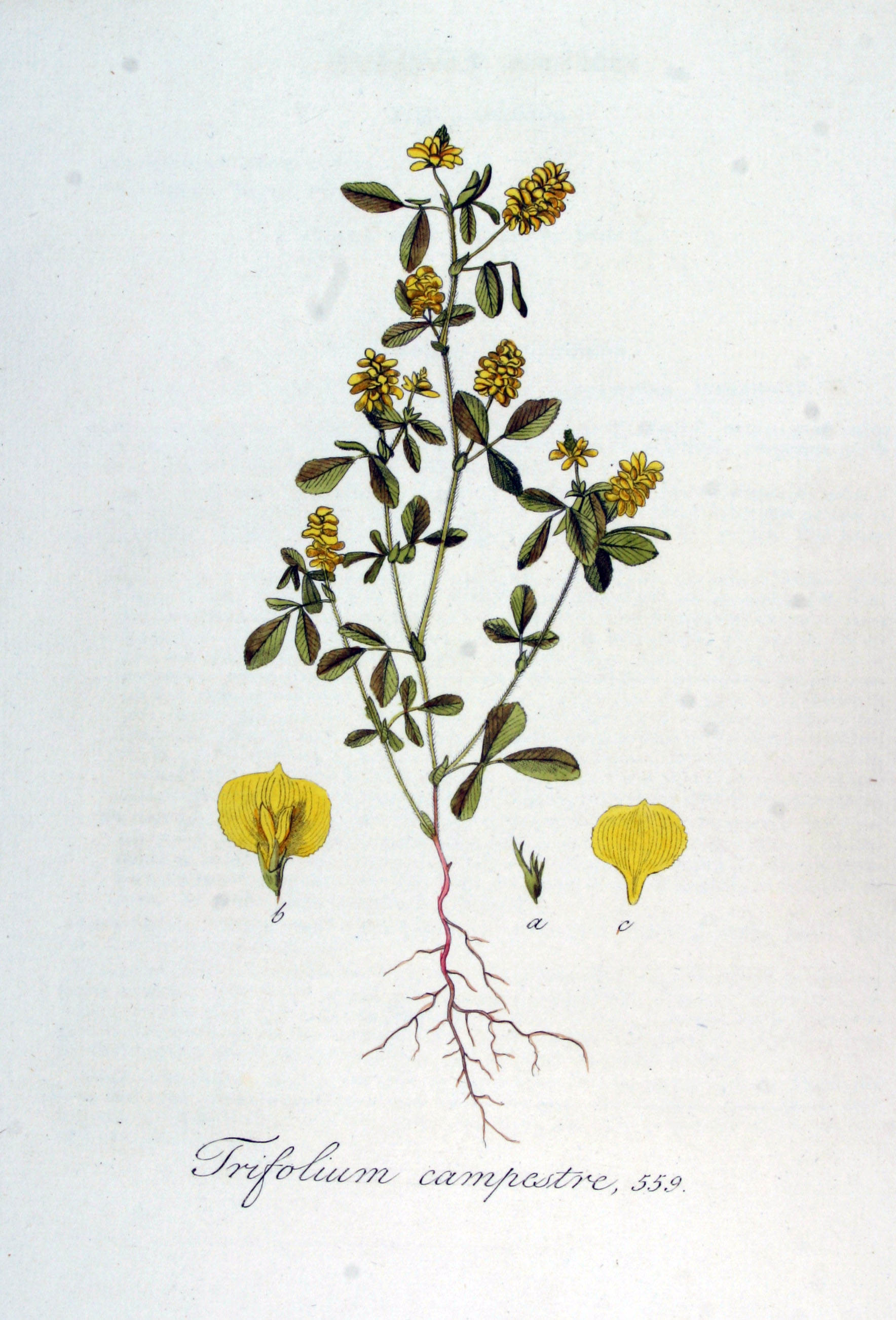
Ilustración

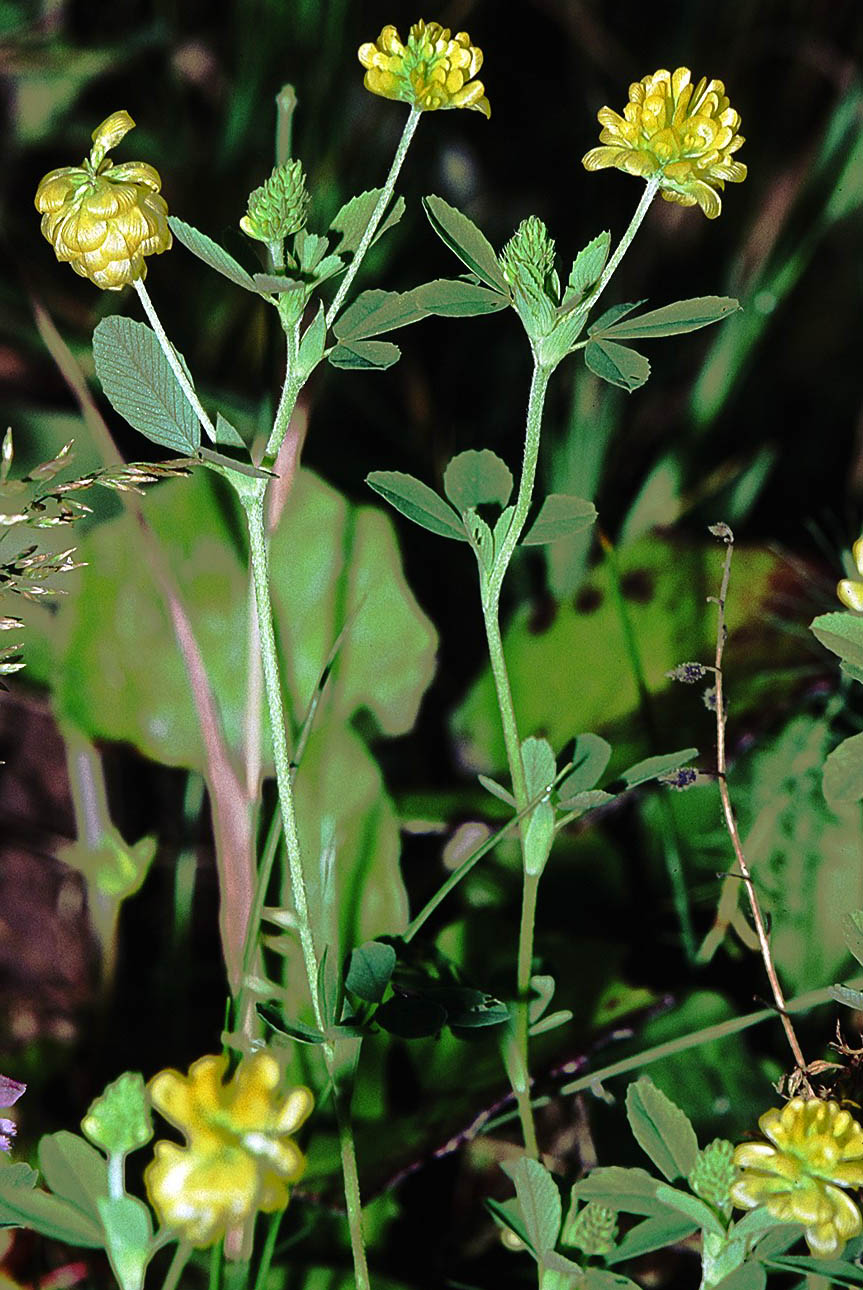
Vista de la planta

## Descripción
Hierba anual, pelosa. Tallos de (8)12-60 cm de ltura, erectos, con pelos adpresos. Hojas alternas, estipuladas, pecioladas; estípulas lanceoladas, agudas, membranáceas, ciliadas en el ápice; pecíolo hasta de 30 mm, con pelos adpresos; folíolos hasta de 25 x 12 mm, elípticos u obovados, subsentados, aserrados en la parte apical,obtusos o truncados, glabros o con pelos sobre el nervio medio del envés. Inflorescencias de 12-18 mm de diámetro en la floración y 12-20 x 11-15 mm en la fructificación, espiciformes, obovoides o elipsoides, axilares, pedunculadas, connumerosas flores cortamente pediceladas y densamente dispuestas; pedúnculo de 1-4(5) cm, con pelos adpresos; bractéolas sustituidas por fascículos de glándulas oblongas, rojas; pedicelo 0,3-0,6 mm, patente en la floración, acodado en la fructificación,glabro. Cáliz zigomorfo, campanulado; tubo 0,5-0,7 mm, con 5 nervios,glabro; garganta glabra; dientes desiguales, triangulares, los tres inferiores de 1,4-2 mm, con uno o más cilios apicales, los dos superiores de 0,4-0,7 mm,glabros. Corola con el estandarte libre, amarilla, pardusca al secarse, glabra, escariosa y persistente en la fructificación; estandarte 5-6,5 mm, cocleariforme, fimbriado; alas divergentes. Fruto estipitado, incluido en el cáliz o algo más largo,indehiscente, con pericarpo membranáceo, con una semilla; estípite ligeramentemás corto que el resto del fruto. Semillas 1-1,2 mm, lisas, verde mate, con la base amarillenta.

## Distribución y hábitat
Se encuentra en pastos poco densos, en claros de pinares y robledales montanos o subalpinos, en substratos preferentemente silíceos; a una altitud de 400-2200 metros en casi toda Europa (excepto el W y las zonas mediterráneas del S), Suroeste de Asia (Cáucaso y zonas próximas) y región macaronésica (Canarias). Pirineos y Picos de Europa.

## Taxonomía
Trifolium aureum fue descrita por Johan Adam Pollich y publicado en Historia Plantarum in Palatinatu Electoralis 2: 344–345. 1777.
Citología
Número de cromosomas de Trifolium aureum (Fam. Leguminosae) y táxones infraespecíficos: 2n=14
Etimología
Trifoliumː nombre genérico derivado del latín que significa "con tres hojas".
aureum: epíteto latino que significa "dorado".
Sinonimia
- Chrysaspis aurea (Pollich) Greene
- Trifolium agrarium L.
- Trifolium strepens Crantz[9][10]
- Amarenus agrarius (L.) C. Presl
- Amarenus aureus (Pollich) Fourr.
- Chrysaspis candollei Desv.
- Trifolium fuscum Desv.
- Trifolium tumescens Gilib.[11]

## Nombres comunes
- Castellano: trébol de prado, trébol del prado.[11]